# Stanisław Krzysztof Uniechowski
Stanisław Krzysztof Uniechowski (Unichowski) herbu Ostoja – podkomorzy smoleński w latach 1676–1686, sędzia ziemski smoleński w latach 1667–1671, podsędek smoleński w latach 1651–1667.
Poseł sejmiku smoleńskiego na sejm zwyczajny 1654 roku, sejm 1658 roku, sejm 1662 roku, sejm 1667 roku, sejm nadzwyczajny 1668 roku.
Był w kompucie obrońców Smoleńska w 1654 roku. Na sejmie 1662 roku wyznaczony z Koła Poselskiego komisarzem do zapłaty wojsku Wielkiego Księstwa Litewskiego. Na sejmie 1667 roku wyznaczony z Koła Poselskiego komisarzem do zapłaty wojsku Wielkiego Księstwa Litewskiego.
Jako deputat do ekorbitancji był elektorem Michała Korybuta Wiśniowieckiego z województwa smoleńskiego w 1669 roku.